# Noventa Padovana
Noventa Padovana ist eine nordostitalienische Gemeinde (comune) mit 11.390 Einwohnern (Stand 31. Dezember 2023) in der Provinz Padua in Venetien. Die Gemeinde liegt etwa 6 Kilometer östlich vom Stadtzentrums Padua in der Metropolregion. Im östlichen Gemeindegebiet fließt die Brenta. Die Gemeinde grenzt hier unmittelbar an die Provinz Venedig. 

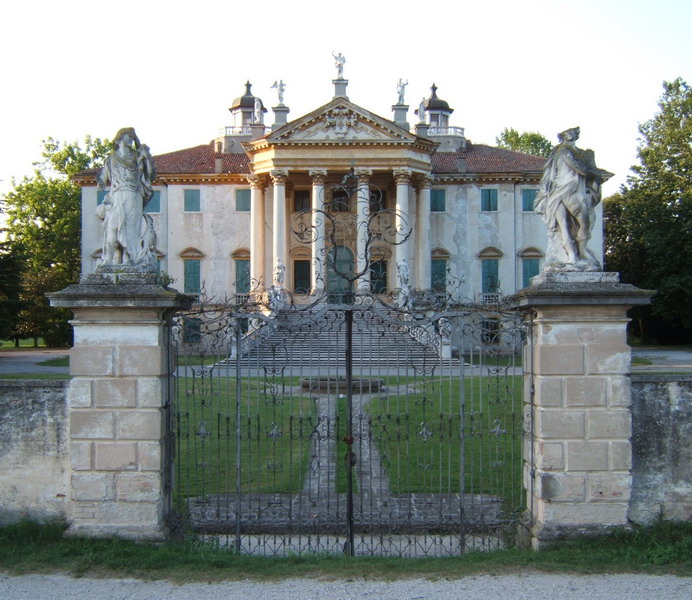
Die Villa Giovanelli

## Geschichte
Eine Ortschaft namens Nova (auch in ähnlichen Namensformen) wird in der Gegend von Padua 918 erstmals erwähnt. Anfang des 13. Jahrhunderts residiert Isabella von England, Ehefrau des Staufers Friedrich II. hier in der Befestigungsanlage von Noventana. Der künstliche Kanal Piovego wird hier im 13. Jahrhundert ausgehoben. 

## Verkehr
Noventa Padovana liegt am Autobahndreieck der Autostrada A4 (Turin-Triest) und der Autostrada A13 (Padua-Bologna).

## Persönlichkeiten
- Luca Rossettini (* 1985), Fußballspieler

## Partnerstädte
Die Stadt unterhält partnerschaftliche Beziehungen zu
- Šoštanj, Slowenien (seit 1984)
- Umag, Kroatien (seit 1984)